# Alfred Mürset
Alfred Mürset (* 8. April 1860 in Bätterkinden; † 9. August 1910 in Ebnat-Kappel) war ein Schweizer Militärarzt und Oberfeldarzt der Armee. 
Mürset studierte an der Universität Bern und an der Humboldt-Universität zu Berlin. In seiner militärischen Laufbahn war er unter anderem ab 1889 Adjunkt des Oberfeldarztes, und in seiner letzten militärischen Verwendung von 1899 bis 1910 Oberfeldarzt der Armee.